# 樊玉衝
樊玉衝（？—？），字以佩、玄之，號棠軒，湖廣黄州府黄冈县人，明朝政治人物。

## 生平
玉衝事親以孝聞，性淡泊，無所苟。与弟樊玉衢师事漢川名儒张甄山緒，奋勉于学。登萬歷二十二年甲午鄉試第七十八名舉人，二十三年（1595年）聯捷乙未科會試第一百九十名，廷試三甲第四十八名進士。本年六月授河南商城知县，調知崑山縣，是秋雨水傷稼，駕小艇巡视村落，与饥民相對噉菜粥，民皆感泣。在昆山六年，邑大治，去之日，敝箧一肩而已。是時方推吏部文選司，聞父病，乞歸養，衣不解帶者數月，歲余以勞瘁卒，商城、昆山民皆祠祀之。督学董其昌私谥“孝介”先生。崇禎初赠卿衔，敕建专祠。

## 著作
著有《智品》十卷。

## 家族
曾祖樊模，文林郎。祖父樊汝文，庠生。父樊煒，號吏隐，选贡，官興隆教授，封文林郎，載儒林傳。前母李氏，贈孺人；母易氏，封孺人。具庆下。生子五人：玉衡、玉衝、玉衢、玉御、玉衛。兄樊玉衡，万历十一年癸未进士，江西道御史。
無子，有一女，與汉阳李若愚爲姻。妻余氏苦節，弟玉衢則奉嫂如母。